# 原朗
原 朗（はら あきら、1939年 - ）は、日本の歴史学者、経済学者。専門は近現代日本経済史。東京大学名誉教授。

## 人物・来歴
東京市生まれ。1958年東京教育大学附属中学校・高等学校（現・筑波大学附属中学校・高等学校）卒業。1966年東京大学大学院経済学研究科博士課程中退。
東京大学経済学部教授、同大学大学院経済学研究科教授。2000年に定年退官後、名誉教授、東京国際大学経済学部教授、首都大学東京客員教授を歴任。

## 小林英夫との裁判
小林英夫によって「盗用、剽窃」の被害を受けたと講演・著作で述べている。これに対し、小林から2013年6月に名誉毀損であるとして訴えられ、2019年1月の一審・東京地裁判決で敗訴した。原は同年同月に控訴したが、原の控訴は棄却されている。しかし、その後、原は上告し、そのための関係文書を11月26日に最高裁に提出した。なお、この裁判に関連して、「原朗氏を支援する会」が組織され、一審判決が「不当」であると主張している。

## 著書

### 単著
- 『日本経済史』（放送大学教育振興会、1994年/改訂版、1999年）
- 『日本戦時経済研究』（東京大学出版会、2013年）
- 『満洲経済統制研究』（東京大学出版会、2013年）
- 『日清・日露戦争をどう見るか――近代日本と朝鮮半島・中国』 (NHK出版新書、2014年)
- 『創作か盗作か 「大東亜共栄圏」論をめぐって』同時代社, 2020.2

### 単編
- 『近代日本の経済と政治――中村隆英先生還暦記念』（山川出版社、1986年）
- 『日本の戦時経済――計画と市場』（東京大学出版会、1995年）
- 『復興期の日本経済』（東京大学出版会、2002年）
- 『高度成長始動期の日本経済』（日本経済評論社、2010年）
- 『高度成長展開期の日本経済』（日本経済評論社、2012年）

### 共編著
- （山崎志郎）『戦時日本の経済再編成』（日本経済評論社、2006年/オンデマンド版、2008年）
- （宣在源）『韓国経済発展への経路――解放・戦争・復興』（日本経済評論社、2013年）

### 共編
- （石井寛治・武田晴人）『日本経済史』全6巻（東京大学出版会、2000年-2010年）
- （三和良一）『近現代日本経済史要覧』（東京大学出版会、2007年/補訂版、2010年）

## 刊行史料
- （中村隆英）『国家総動員1 経済』＜現代史資料43＞（みすず書房、1970年）
- （中村隆英・伊藤隆）『現代史を創る人びと』全4巻（毎日新聞社、1971年-1972年）
- （田中申一著）『日本戦争経済秘史――十五年戦争下における物資動員計画の概要』（非売品、田中申一・日本戦争経済秘史刊行会、1974年）
- （山崎志郎）『生産力拡充計画資料』全9巻 （現代史料出版、1996年）
- （山崎志郎）『軍需省関係資料』全8巻 （現代史料出版、1997年）
- （山崎志郎）『初期物資動員計画資料』全12巻 （現代史料出版、1997年-1998年）
- （山崎志郎）『開戦期物資動員計画資料』全12巻 （現代史料出版、1999年-2000年）
- （山崎志郎）『後期物資動員計画資料』全14巻 （現代史料出版、2001年-2002年）
- （山崎志郎）『戦時中小企業整備資料』全6巻 （現代史料出版、2004年）
- （山崎志郎）『物資動員計画重要資料』全4巻 （現代史料出版、2004年）